# Красное (озеро, Усть-Абаканский район)
Красное — озеро в Абаканской степи в Усть-Абаканском районе Хакасии. Создано при строительстве Абаканской оросительной системы на заболоченном месте.
Площадь — около 200 га, глубина — до 12 м. Озеро выполняет функцию водоприёмника на случай аварии в системе: при наполнении до расчётного уровня в озере создаётся необходимый запас воды для забора её (самотёком) в систему в меженный период.
Качество воды в зависит от частоты опорожнения и наполнения из оросительного канала свежей водой. На берегах — животноводческие помещения, учебный полигон. Зарыбляется сиговыми породами рыб, в прибрежных зарослях гнездуются водоплавающие птицы.
Возле озера расположено село Красноозёрное